# 本間善庫
本間 善庫（ほんま ぜんこ、1885年（明治18年）10月22日 - 1960年（昭和35年）11月17日）は、台湾総督府官僚。福島県郡山市長。

## 経歴
福島県安達郡本宮町（現在の本宮市）出身。1911年（明治44年）に東京帝国大学法科大学政治科を卒業した。愛知県属、同警視、同幡豆郡長を務め、台湾総督府警視に転じた。その後台中州警務部長、台北州警務部長、新竹州内務部長、台湾総督府内務局地方課長、澎湖庁長、台東庁長、台湾総督府交通局理事を歴任した。
退官後は財団法人拓殖奨励館参事、台湾青果株式会社常務取締役、同相談役、台湾協会常務理事、台湾製塩株式会社監査役などを務めた。
戦後の1947年（昭和22年）に郡山市長に選出された。